# Adonisea rosea
Adonisea rosea är en fjärilsart som beskrevs av Smith 1891. Adonisea rosea ingår i släktet Adonisea och familjen nattflyn. Inga underarter finns listade i Catalogue of Life.